# Die Zwerge (Computerspiel)
Die Zwerge ist ein Computer-Rollenspiel des Bremer Entwicklers King Art zur gleichnamigen Buchromanreihe von Markus Heitz. Es stellt die Ereignisse des ersten Buchs nach und versetzt den Spieler in die Rolle des Zwergenwaisen Tungdil, der gemeinsam mit einer Gruppe Abenteurer das geborgene Land vor der Bedrohung durch finstere Mächte bewahren muss. Das Spiel wurde teilweise mit einer Crowdfunding-Kampagne finanziert und erschien am 1. Dezember 2016 für Windows, Linux, Mac OS, Xbox One und PlayStation 4.

## Handlung
Die Handlung des Spiels entspricht der Erzählung des ersten Romans. Der Zwerg Tungdil ist als Findelkind bei Menschen aufgewachsen und hat keinerlei Kenntnisse von seinem Volk. Sein Ziehvater ist der Magus Lot-Ionan, der ihn auf einen Botengang zu einem seiner ehemaligen Schüler schickt. Er beginnt das Geborgene Land zu bereisen, eine von Gebirgsketten von der Außenwelt abgeschirmte Region, in der Zwerge, Menschen und Elben lange Zeit in relativer Sicherheit und Frieden leben konnten. Doch diese Sicherheit ist mittlerweile durch Orkhorden und die Albae, die bösartigen Verwandten der Elben, bedroht. Nur die Magi der menschlichen Königreiche konnten mit ihren Fähigkeiten die Reiche bislang vor dem Untergang bewahren. Der Dämon Nôd’onn steht jedoch kurz davor, die letzte Abwehr des Geborgenen Landes zu brechen. Tungdil gerät bei seiner Reise immer tiefer in das Intrigengespinst, das Nôd’onn zur Unterwerfung der freien Völker entworfen hat, und muss verhindern, dass dieser Plan aufgeht.

## Spielprinzip
In der Kampagne von Die Zwerge steht das Reisen mit einer Heldengruppe durch die Spielwelt und epische Massenschlachten zwischen dieser kleinen Heldengruppe und zahlenmäßig weit überlegenen Gegnerhorden im Vordergrund. Die in Echtzeit durchgeführten Kämpfe sind actionreich inszeniert, erfordern jedoch wegen der gegnerischen Überzahl eine taktische Vorgehensweise. Der Spieler kann daher das Spiel jederzeit unterbrechen, um Anweisungen an seine Heldenfiguren zu erteilen. Da immer nur vier Personen aus dem fünfzehnköpfigen Heldenpool an den Kämpfen teilnehmen können, muss der Spieler den Einsatz und die Fähigkeiten seiner Figuren aufeinander abstimmen. Eine Rolle spielt dabei auch sein Verhalten auf der Überlandreise, bei der die Heldengruppe auf einer Weltkarte – ähnlich wie im Computerspiel Das Schwarze Auge: Die Schicksalsklinge und dessen Nachfolger – die Gruppe von Ort zu Ort bewegt. Kleinere Nebenaufgaben für die Bewohner des Geborgenen Landes lockern die großen Schlachten des Handlungsrahmens auf und lassen dem Spieler gewisse Entscheidungsfreiräume. Dadurch können stärkere Bindungen zwischen Tungdil und seinen Begleitern aufgebaut werden, die ihre Effizienz im Kampf steigern.
Mit einem späteren Update wurden drei weitere Spielmodi eingefügt. Im Horde-Modus stellt sich die Heldengruppe immer stärker werdenden Gegnerwellen und versucht möglichst lange zu Überleben. Im Jagd-Modus müssen Orks mit Rucksäcken gejagt und jeder Widerstand beseitigt werden. Im Modus Time Trials müssen die gegnerischen Truppen möglichst schnell besiegt werden. Für Erfolge gibt es Punkte, mit denen neue Helden freigeschaltet werden können. Die eigenen Erfolge können über Leaderboards mit denen anderer Spieler verglichen werden.

## Entwicklung
| Rolle         | Sprecher          |
| ------------- | ----------------- |
| Erzähler      | Erich Räuker      |
| Tungdil       | Torben Liebrecht  |
| Boëndal       | Gerald Paradies   |
| Boïndil       | Karl Schulz       |
| Sinthoras     | Johannes Steck    |
| Nudin/Nôd'onn | Johannes Steck    |
| Rodario       | Johannes Steck    |
| Giselbart     | Jürgen Kluckert   |
| Lot-Ionan     | Kaspar Eichel     |
| Frala         | Gundi Eberhard    |
| Glandallin    | Horst Lampe       |
| Andôkai       | Arianne Borbach   |
| Gandogar      | Oliver Stritzel   |
| Gundrabur     | Peter Groeger     |
| Balendilín    | Freimut Götsch    |
| Bislipur      | Gordon Piedesack  |
| Bavragor      | Andreas Wilde     |
| Goïmgar       | Stefan Krause     |
| Narmora       | Tanya Kahana      |
| Furgas        | Bernd Egger       |
| Balyndis      | Ranja Bonalana    |
| Xamtys        | Anke Reitzenstein |
| Giralda       | Christiane Marx   |
| Gerald        | Marco Rosenberg   |
| Jolosin       | David Riedel      |
| Tilogorn      | Urs Rechn         |

Der Kontakt zwischen Autor Markus Heitz und King Art entstand durch den King-Art-Mitarbeiter Lukas Zach, der in seiner Freizeit das offizielle Brettspiel zur Buchreihe entwickelte. Als der Autor gegenüber Zach erwähnte, dass er sich auch ein Computerspiel zu seiner Buchreihe vorstellen konnte, stellte dieser den Kontakt her. Heitz überließ dem Entwickler freie Hand und unterstützte die Arbeiten hauptsächlich als Berater. Als Bonus für das Spiel entwarf er außerdem einen neuen Begleitcharakter, der im Buch nicht vorkam. Für die Entwickler waren eine Inspiration Filmszenen aus der Schlacht um Helms Klamm aus Der Herr der Ringe, in der eine kleine Heldengruppe gegen eine riesige Armee antritt. Darauf basierend entwickelte King Art sein „Physik-basiertes Crowd-Kampfsystem“.
Die Arbeiten an der Softwareumsetzung wurden im Juli 2015 bekannt. King Art setzte für die Finanzierung nach Battle Worlds: Kronos und The Book of Unwritten Tales 2 bereits zum dritten Mal auf ein Crowdfunding-Kampagne über die Onlineplattform Kickstarter. King Art hatte einen Großteil des Budgets selbst gestellt und war erstmals im größeren Umfang selbst an der Finanzierung seiner Spiele beteiligt. Die Fertigstellung war damit bereits zuvor gesichert. Für die Umsetzung aller gewünschter Features suchte das Studio aber die finanzielle Unterstützung interessierter Fans. Am 1. September 2015 startete die Kampagne mit einem Finanzierungsziel von 260.000 US-Dollar. Bis zum Ende der Kampagne Anfang Oktober kamen etwas mehr als 335.000 US-Dollar zusammen, wodurch der Produktionsumfang nochmals leicht erhöht werden konnte.
Die Entwicklungsarbeiten an der Erstfassung wurden im September 2016 abgeschlossen, die Veröffentlichung jedoch auf den 1. Dezember verschoben. Grund waren unter anderem Verzögerung im Genehmigungsprozess der Konsolenhersteller und die Arbeiten an weiteren Fehlerbehebungen für einen Patch zum Veröffentlichungstermin. Dieser sogenannte Day-One-Patch behob vor allem auf den Konsolen große Performance-Probleme. Im Januar 2017 wurde die Performance des Programms mit einem weiteren Patch verbessert. Ein im März 2017 veröffentlichtes Update fügte die drei neuen Spielmodi Horde, Jagd und Time Trials und den Schwierigkeitsgrad „sehr leicht“ hinzu.
Der Soundtrack wurde von Benny Oschmann komponiert und in Teilen aufgenommen mit The Budapest Art Orchestra und Budapest Art Choir unter der Leitung von Dany Dinyes und Petery Peytsik. Zusätzlich konnte die deutsche Metal-Band Blind Guardian als Unterstützer gewonnen werden, die für das Spiel den Song Children of the Smith aufnahmen, der in den Credits zu hören ist und zusätzlich als Musikvideo veröffentlicht wurde. Daneben gibt es als Easter Egg eine Nebenmission, in der die Band im verfallenen Amphitheater Wackenstein auftritt. Der Kontakt zur Band wurde über Heitz hergestellt.

## Rezeption
Die Wertungen des Spiels waren gemischt. Auf Metacritic erhielt das Spiel für Windows eine durchschnittliche Wertung von 61 %, ähnlich für Xbox One (58 %) und PS4 (60 %).

„Der Audiogenuss in Die Zwerge ist schon eine Klasse für sich. Würde man alle Dialoge und vertonten Texte des Spiels zusammenschneiden, ergäbe dies ein gutes Hörbuch. Doch vom eigentlichen Rollenspiel hätte ich mehr erwartet. Natürlich ist es schwer, sich bei einer fest vorgegebenen Story zu lösen und Freiraum für eigene Geschichten und Inhalte zu schaffen. An einigen Stellen gelingt das King Art Games zwar, aber insgesamt ist es zu wenig.“

„Geschichte, Erzählung, Charaktere und Weltkarte sind gelungen, wenn nur die chaotischen und fehleranfälligen Kämpfe nicht wären …
Die Konsolen-Versionen leiden stärker unter technischen Problemen als die PC-Fassung.“

Nach Angaben von Creative Director Jan Theysen erreichte das Spiel bereits nach einem Monat die Gewinnschwelle.